# Tsjkalovskaja (metrostation Moskou)
Tsjkalovskaja (Russisch: Чкаловская uitspraakⓘ) is een station aan de Ljoeblinsko-Dmitrovskaja-lijn van de Moskouse metro. Het is een van de drie metrostations onder het stationsplein van station Moskva Koerskaja. Het pylonenstation ligt op 51 meter diepte onder de eerder gebouwde stations van de andere metrolijnen. Op 28 december 1995 werd het initiële deel van de Ljoeblinsko-Dmitrovskaja-lijn, de Ljoeblino radius, geopend met Tsjkalovskaja als noordelijk eindpunt.

## Inrichting
Het station heeft luchtvaart als thema en is vooral gewijd aan luchtvaartpionier en held van de Sovjet-Unie Valeri Tsjkalov. Tsjkalov voerde in het interbellum verschillende testvluchten uit waaronder het Sweno project waarbij jachtvliegtuigen vanaf een groter vliegtuig opstegen. Internationale bekendheid verwierf hij in 1936 met een directe vlucht over de noordpool van Moskou naar Portland met een     Toepolev ANT-25. Toen het station halverwege de jaren tachtig werd ontworpen was ook de bovenliggende straat naar Tsjkalov genoemd. Tijdens de bouw van het station kreeg de straat de pre-revolutionaire naam Zemljanov Val terug, de naam van het station bleef echter ongewijzigd. Hierdoor staat de naam van het station los van de geografische locatie. De pylonen zijn afgewerkt met blauwgrijs marmer, de verlichting wordt verzorgd door tl-balken die ter hoogte van de pylonen tegen het gewelf zijn aangebracht. De vloer bestaat uit graniet in de kleuren zwart, grijs en roze.  De tunnelwanden zijn bekleed met wit marmer. Ten noorden van het perron ligt tussen de sporen naar het noorden een enkelspoor dat naar de ringlijn loopt. Dit spoor werd in het begin gebruikt om materieel aan en af te voeren naar de nieuwe lijn en om te keren in de reguliere dienst. Tegenwoordig wordt het gebruikt als opstelspoor en voor het eventueel keren van metro's.

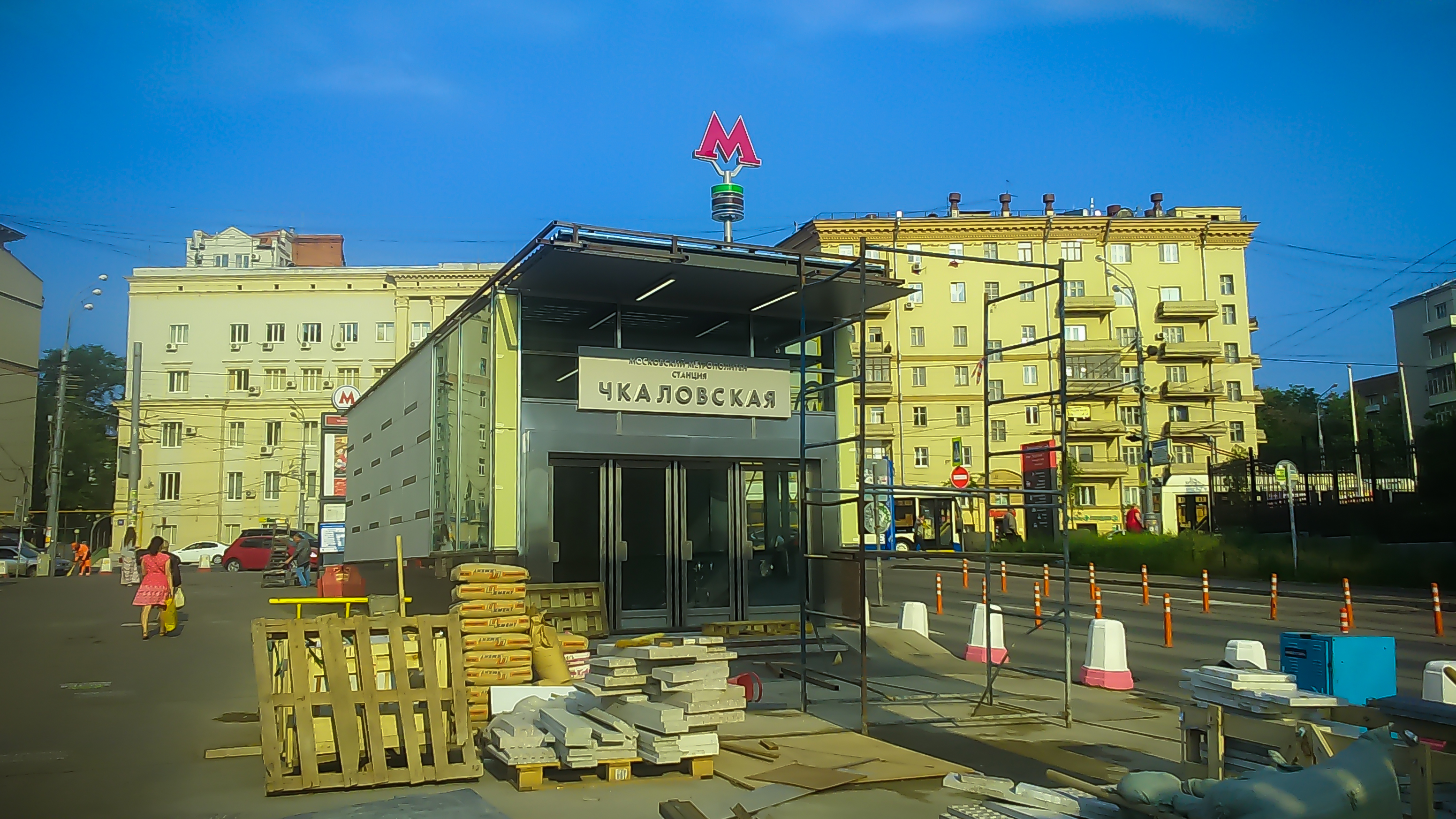
Het toegangsgebouwtje
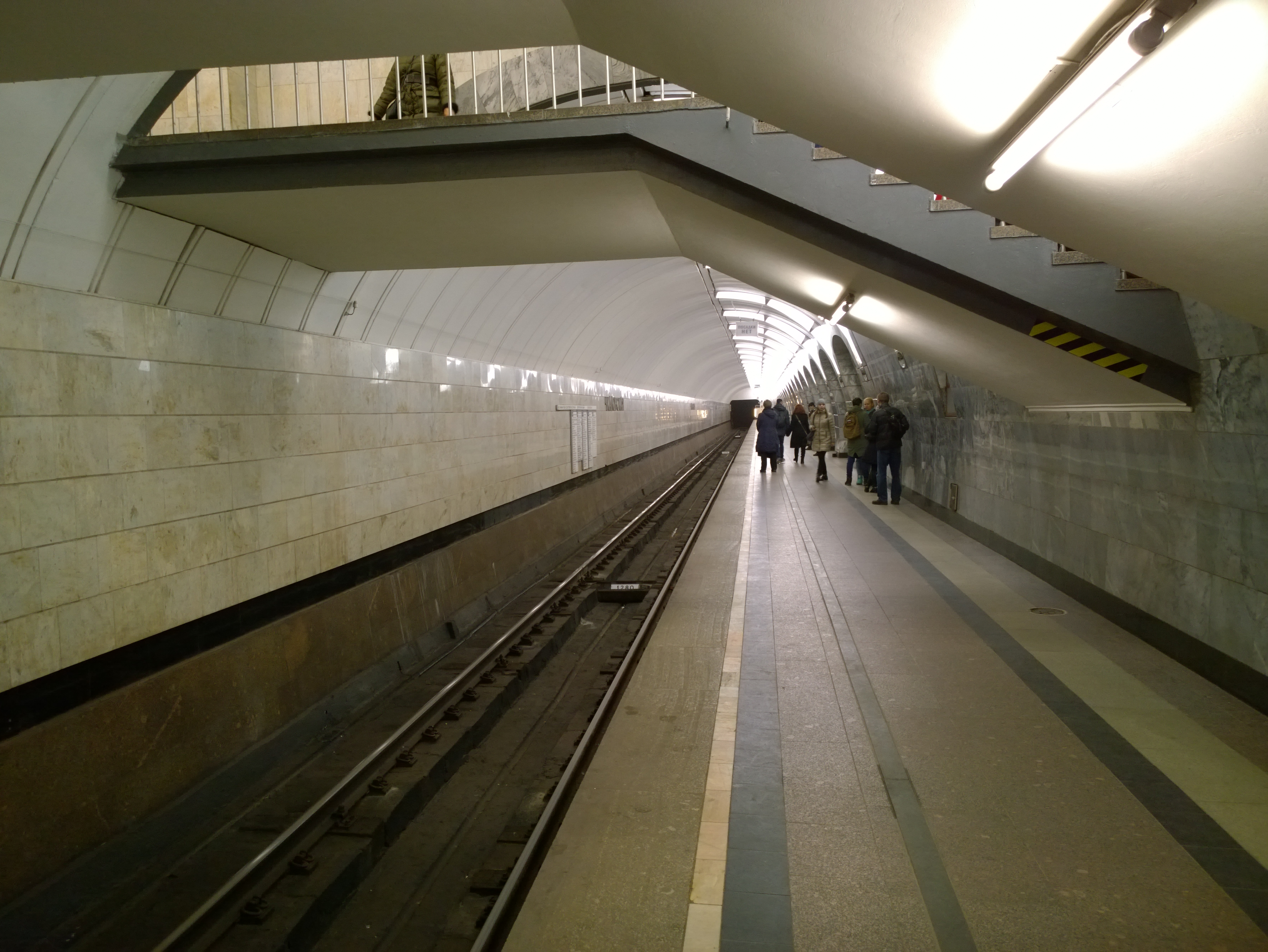
De trappen naar de  Arbatsko-Pokrovskaja-lijn
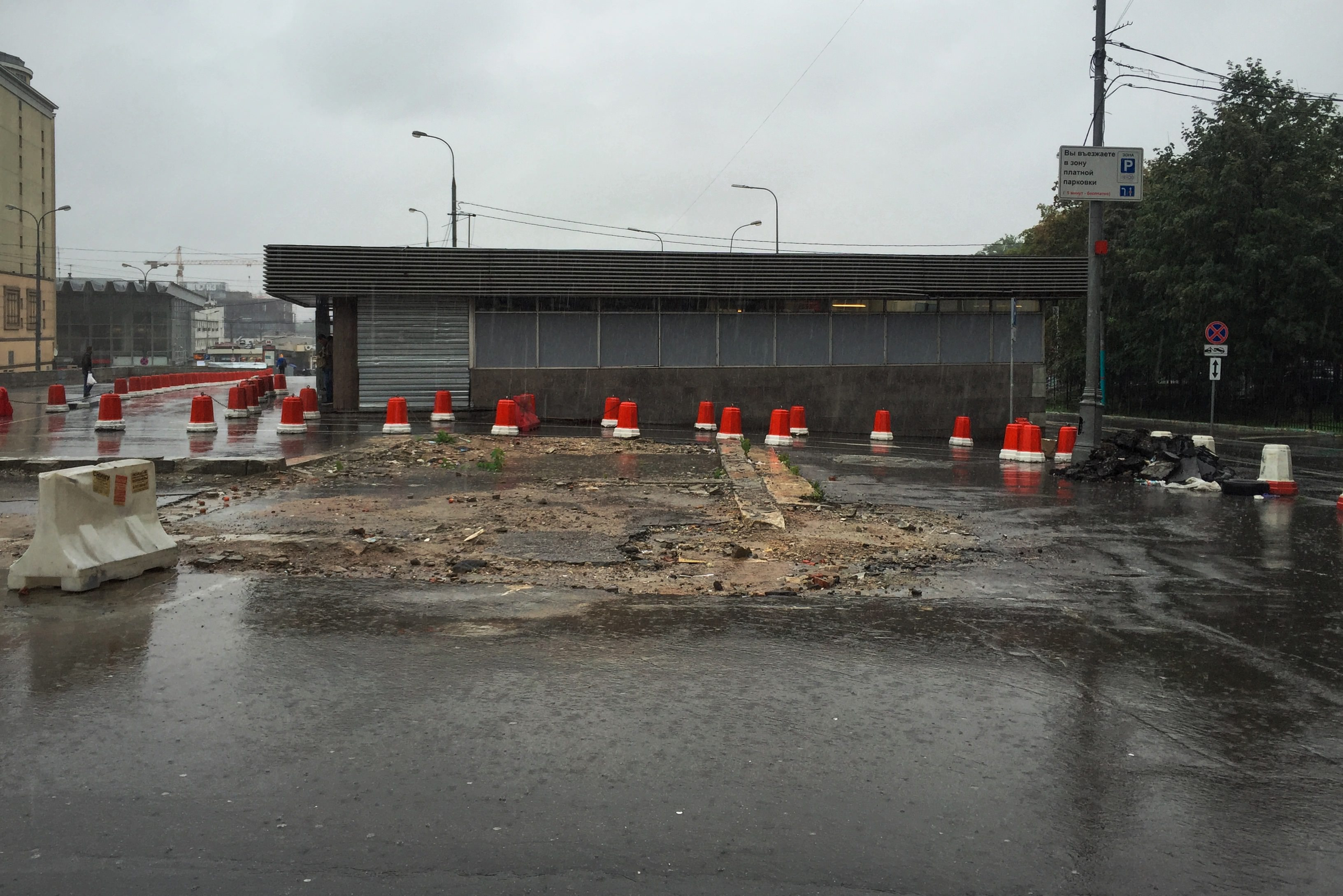
Het gesloten stationsgebouw van de metro, links achter het spoorwegstation Koerskaja

## Ligging
Aan de noordkant van het perron is een gang naar trappen die uitkomen in een tussenhal onderaan de roltrappen naar de westkant van het perron van Koerskaja aan de Arbatsko-Pokrovskaja-lijn. Hier is geen toegang naar het straatoppervlak. De ondergrondse verdeelhal boven de zuidkant van het perron wordt gemeenschappelijk gebruikt met Koerskaja aan de Koltsevaja-lijn en bevindt zich bij de zuidwesthoek het stationsplein. Deze hal is rechtstreeks met roltrappen verbonden met het perron. Het is een grote rechthoekige hal met een laag plafond dat wordt ondersteund door zuilen. In het plafond zijn meerdere ronde lichtbakken aangebracht, lampen hangen in de lichtbakken boven een metalen rooster. De grootste lichtbakken bevinden zich bij de bogen boven de roltrappen in de hoeken van de verdeelhal. De zuilen en muren zijn bekleed met wit en grijs marmer. De verdeelhal met kaartverkoop en roltrappen is omringd door diverse toegangen met trappen naar de straat. Bovengronds is alleen nog een toegangsgebouwtje boven een van de trappen in gebruik. Het stationsgebouw aan de zuidkant van het stationsplein is kort na de opening weer gesloten en zou in 2015 worden gesloopt ten behoeve van een hotel. De sloop was eind 2019 nog niet begonnen al is er inmiddels wel begonnen met de bouw van appartementencomplex Tsjkalov boven de ondergrondse verdeelhal. 

## Reizigersverkeer
In 2002 werden per dag 52.100 in en uitstappers geteld. Daarbij kwamen nog 60.400 overstappers tussen de Ljoeblinsko-Dmitrovskaja-lijn en de Arbatsko-Pokrovskaja-lijn en 40.200 overstappers tussen de  Ljoeblinsko-Dmitrovskaja-lijn en de Koltsevaja-lijn. Reizigers kunnen vanaf 5:52 uur de metro nemen.